# Henry S. Johnston
Henry Simpson Johnston, född 30 december 1867 i Evansville i Indiana, död 7 januari 1965 i Perry i Oklahoma, var en amerikansk demokratisk politiker. Han var Oklahomas guvernör 1927–1929. Han blev avsatt av Oklahomas lagstiftande församling.
Johnston studerade vid Baker University och Methodist College i Kansas. Han inledde sin karriär som advokat i Colorado.
Johnston efterträdde 1927 Martin E. Trapp som Oklahomas guvernör. Under valkampanjen hade det förekommit anklagelser att han stödde Ku Klux Klan. Johnstons guvernörsinstallation var den första i Oklahomas historia som inleddes med en bönestund och den första som sändes på radio. År 1929 uppstod en konflikt mellan guvernören och delstatens lagstiftande församling. Oklahomas representanthus åtalade honom för att bland annat ha anställt personal utan lagliga grunder. En av åtalspunkterna, "allmän inkompetens", gick igenom i Oklahomas senat och Johnston avsattes. Politiska motståndare inom det egna partiet ansåg att Johnston bar en stor del av skulden för partiets dåliga resultat i presidentvalet i USA 1928. Johnston, som tidigare hade varit speciellt populär i protestantiska kyrkliga kretsar, hade öppet stött den förlorande kandidaten, katoliken Al Smith. Motståndarna ansåg vidare att guvernörens sekreterare O.O. Hammonds utövade ett otillbörligt stort inflytande över den förda politiken.
Johnston avled 1965 och gravsattes i Perry.